# Multiplekser (digital elektronik)
 For alternative betydninger, se Multipleks. (Se også artikler, som begynder med Multipleks)
Inden for den digitale elektronik og analog elektronik er en multiplekser (til tider forkortet til mux) et elektronisk kredsløb, der bruges til at vælge én ud af et antal forskellige "leverandører" af digitale eller analoge signaler, og viderebringe dette signal på en fælles udgang.
En multiplexer har et antal nummererede indgange for de signaler, der skal kunne vælges imellem, samt nogle såkaldte adresserings-indgange, som afgør hvilken signalkilde, der vælges. Signalniveauerne her betragtes som et binært tal n og signalet på den af de nummererede indgang, der svarer til dette tal, føres videre til multiplexerens udgang.
Er der n adresseringsindgange, kan multiplexeren højest vælge imellem 2n indgange, nummereret fra 0 til 2n-1. I nogle tilfælde laves en multiplexer så den ikke har dette størst mulige antal indgange for signalkilder. For eksempel 4 adresseringsindgange (som muliggør 16 signalkilder), men kun indgange for 10 signalkilder.
I praksis leveres multiplexere som integrerede kredsløb, og ud over adresseringsindgange og indgange for de "valgbare" signalkilder har disse kredsløb gerne ekstra styreindgange, der kan bruges til at aktivere og deaktivere multiplekseren; i den inaktive tilstand sendes ingen signaler videre – udgangen holdes på et fast niveau, indtil multiplexeren igen aktiveres.
Der findes også multipleksere, der ud over multiplexer-funktionen også virker som en inverter, dvs. udgangen er konsekvent det modsatte (0/"lav" i stedet for 1/"høj" og omvendt) af det valgte signal.